# Ernst Karl Wieland

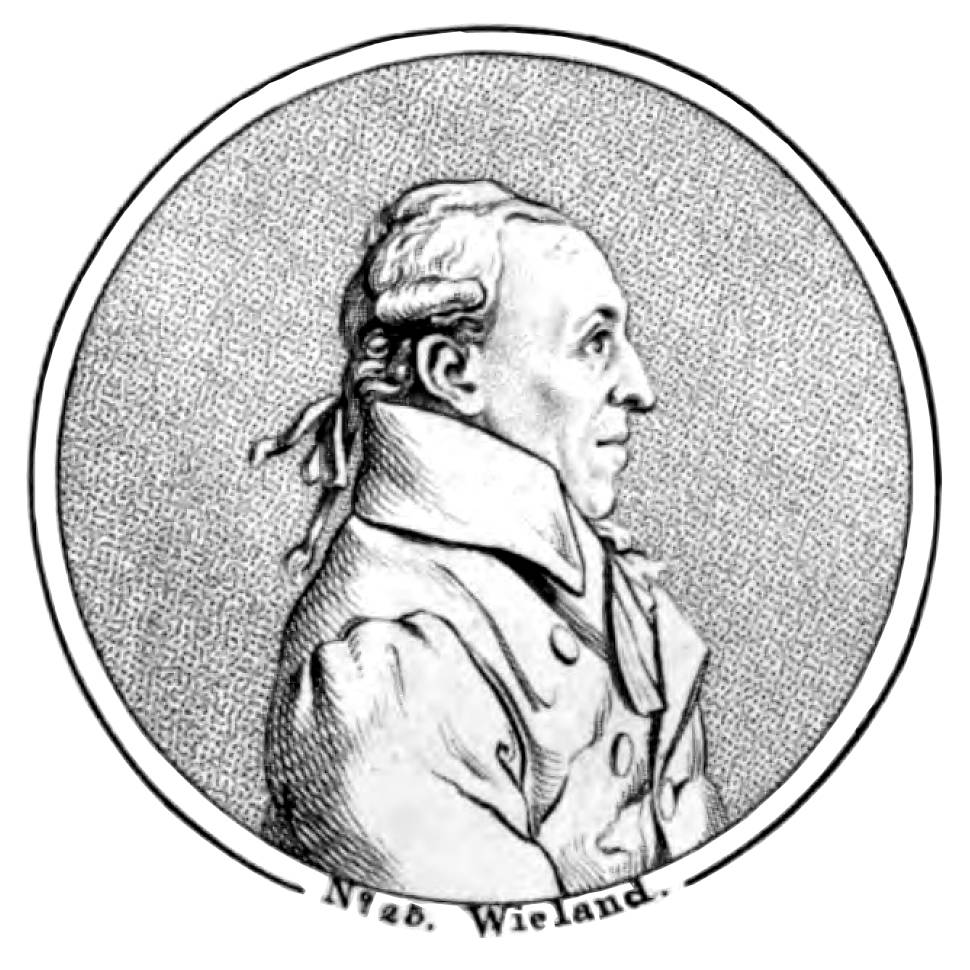
Ernst Karl Wieland

Ernst Karl Wieland (* 21. Juli 1755 in Breslau; † 16. Februar 1828 in Leipzig) war ein deutscher Philosoph und Historiker.

## Leben
Der Sohn des Johann Michael Wieland hatte seine Laufbahn am 14. April 1774 mit einem Studium der philosophischen Wissenschaften an der Universität Frankfurt (Oder) begonnen. Dort promovierte er 1776 über internationales Recht zum Magister, welches damals auch einem Doktor der Philosophie entsprach. Er wechselte daraufhin an die Universität Leipzig, wo 1777 seine Habilitation erfolgte und gelangte 1780 an eine außerordentliche Professur der Philosophie.
Nachdem Wieland 1803 in preußischen Diensten eine Zeit lang als zweiter Professor der Geschichte beim Kadettencorps in Berlin als Lehrer angestellt war, auch den Titel eines preußischen Hofrats erlangt hatte, kehrte er 1809 als Professor der Geschichte nach Leipzig zurück und war zugleich Kollegiat des kleinen Fürstenkollegiums geworden. Nachdem er 1819 diese Stelle aufgegeben hatte, war er ordentlicher Honorarprofessor der Philosophie. Wieland hatte sich auch an den organisatorischen Aufgaben der Leipziger Hochschule beteiligt und war in den Wintersemestern 1810/11, 1812/13, 1814/15, 1816/17 Rektor der Alma Mater.
Wieland war von 1780 bis 1802 und erneut von 1811 bis zu seinem Tod Mitglied der Leipziger Gelehrtengesellschaft Societas Jablonoviana.

## Werke
- Diss. De pactis bellicis inter gentes. Frankfurt/O. 1776
- Diss. De systemate civiatum. Frankfurt/O. 1777
- Versuch über das Genie. Leipzig 1779
- Progr. De Castruccio Lucensi, S. R. I. vexillifero. Leipzig 1779
- Einleitung in die Moral. Leipzig 1780 1. Teil unter dem Titel: Handbuch der philosophischen Moral. Leipzig 1781 (2. Teil)
- Versuch über die natürliche Gleichheit der Menschen. Leipzig 1782
- Geist der peinlichen Gesetze. (2. Bd.) Leipzig 1783, 1784
- Lehrbuch der deutschen Reichsgeschichte. Leipzig 1788
- Versuch einer Geschichte des deutschen Staatsinteresse. 4. Bd. Chemnitz 1791–1794
- Opuscula academica, aucta passim et emendata. Fasciculus I. Leipzig 1794
- Historische Launen. 1. Bd. Leipzig 1798
- Charakteristik D. Martin Luthers. Chemnitz 1795, 1801, 1816 auch Holländisch unter dem Titel Karakterschets van Dr. Martin Luther. 1803
- Ueber die Einführung der erblichen Kaiserwürde in Frankreich; nebst einem Beytrage zur historischen Anthropologie. Berlin 1804
- Dissertatio De Necessitate et USU Juris Gentium in Notitia rerum Publicarum Rite Adornanda. Leipzig 1809
- Progr. Spicilegium observationum ex historis et juribus medii aevi. Specimen 1. Leipzig 1809
- Progr. Spicilegium observationum ex historia medii aevi Spec. II. 1814 (dort auch sein Porträt)
- Der Wettstreit der Jahrhunderte. Leipzig 1820